# Leeland
Leeland es una banda estadounidense de rock cristiano fundada en Baytown, Texas. La banda se formó en el 2004, sin embargo, su líder Leeland Mooring ya había estado escribiendo canciones.  Leeland está conformado por Leeland Mooring (voz, guitarra), Jack Mooring (coros, teclados), Shelly Mooring (bajo), Mike Smith (batería) y Casey Moore (guitarra)  La formación original de la banda incluía a Jeremiah Wood, que abandonó la banda a finales del 2006 y fue sustituido por el guitarrista Matt Campbell a finales de la primavera del 2007. En 2011, Jake Holtz sale de la banda, pues se alista en el ejército de los Estados Unidos, y es reemplazado por Shelly Mooring, hermana menor de Leeland y Jack Mooring. La agrupación ha publicado cuatro álbumes de estudio, y fue nominado a tres premios Grammy y a los GMA Dove Awards. El cuarto álbum de estudio de la banda The Great Awakening, fue lanzado el 20 de septiembre de 2011.

## Historia de la banda

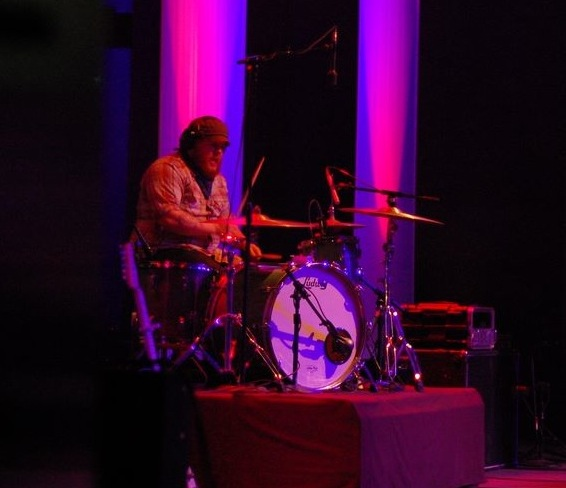
El baterista de Leeland, Mike Smith, en concierto el 21 de marzo de 2007 en St. Joseph, Missouri.

### Formación
El cantante Leeland Mooring escribió su primera canción "Shine" a la edad de 11 años, después que la canción tuvo un desempeño exitoso en una Iglesia en Illinois la familia Mooring, empezó a viajar en los Estados Unidos. Cuando Leeland Mooring tenía 14 años entró al Embassy Music’s Ultimate Talent Search, en Nashville, Tennessee donde se convirtió en unos de los finalista en las divisiones como compositor y artista. A pesar de que no ganó la competencia, uno de los jueces del concurso, Kent Coley, ahora gerente de la banda, se interesó en el adolescente. un año más tarde Eddie DeGarmo, el presidente de EMI CMG Publishing, estaba interesado también en Mooring, y los dos firmaron un contrato para grabar enEMI/Capitol Music Group. Un año más tarde, Leeland Mooring, su hermano mayor Jack Mooring, su primo Jake Holtz y sus amigos Jeremiah Wood y Mike Smith, amigos que ya había conocido hace muchos años, firmaron oficialmente como una banda, teniendo sus sellos de registro discográficos en una filial en Sony BMG's Provident Label Group. Los 5 miembros de la banda empezaron a practicar por la noche en el edificio de su Iglesia después del culto de jóvenes. El primer nombre de Leeland Mooring fue utilizado como nombre de la banda, ya que todos los miembros dijeron que sonaba bien como nombre del grupo.
Desde su debut en el 2006, Leeland ha ganado el Grammy en tres ocasiones y ha sido ocho veces nominado al GMA Dove Award. Esta banda se ha convertido en una de las voces más respetadas e influyentes de la música de adoración.

### Sound of Melodies
Leeland comenzó a grabar su primer álbum en el 2005, produciéndolo junto con Matt Bronleewe, Marc Byrd y Steve Hindalong. Titulado como Sound of Melodies fue lanzado en EE. UU. el 15 de agosto de 2006 y posteriormente en Japón el 21 de marzo de 2007, alcanzando el puesto Nº 6 en la tabla general de la radio japonesa. El álbum fue nominado a la categoría "Mejor Álbum Gospel Pop / Contemporáneo" el 7 de diciembre de 2006 en los Premios Grammy número 49.  El año siguiente, en 2007, la banda recibió cinco nominaciones a los Premios GMA Dove, incluyendo "Artista Revelación del Año" y dos nominaciones por su álbum debut Sound of Melodies.  La banda ha trabajado con la estrecha colaboración de una de las leyendas de la música cristiana, Michael W. Smith. Smith ha dicho que "Leeland es lo mejor que he escuchado en mucho tiempo, mucho tiempo". Así mismo, Leeland Mooring co-escribió seis canciones en el álbum de Smith, titulado "Stand" y escribió una canción por sí mismo. Más tarde, Jack Mooring se casó con la hija de Smith, Whitney Katherine Smith, el 1 de junio de 2007.
Después de estar con Leeland durante cuatro años, Jeremiah Wood dejó la banda en octubre de 2006 para dedicarse a otras actividades. A pesar de que nunca fue un miembro oficial, Austin Tirado fue contratado como guitarrista temporal hasta febrero de 2007. Posteriormente durante el mes de febrero, Matt Campbell fue originalmente contratado como guitarrista temporal por tres meses, sin embargo, fue añadido como un miembro oficial de la banda después de esos tres meses.

### Opposite Way
Grabado en Nashville, Tennessee, "Opposite Way"  es el segundo álbum de la banda. En noviembre de 2007, Leeland anunció que el álbum saldría el 26 de febrero de 2008. El cantante Leeland Mooring dijo que "Opposite way" es "sobre todo una llamada a nuestra generación a caminar con pasión al "revés" del mundo; para poder vivir bien una vida cristiana y para estar en el fuego de Dios, aunque nos haga ver diferente". En su primera semana de lanzamiento, Opposite Way llegó al número #72 en el Billboard Top 200 Albums Chart, y también alcanzó el número #1 en el chart Christian Albums de iTunes. A partir de septiembre de 2007, Leeland comenzó a viajar con la banda ganadora del Grammy, Casting Crowns en la gira The Altar And The Door tour. El recorrido continuó hasta el 1 de mayo de 2008, esta gira ha sido nombrada como "La más taquillera gira cristiana del año" pasando por 83 ciudades. La canción "Tears of the Saints" del álbum, recibió dos nominaciones a los Premios Dove en 2008. Además, el cantante Leeland Mooring fue nominado como "Compositor del Año" y coescritor de la canción "Be Lifted High" con Michael W. Smith. La canción "Brighter Days", del álbum Opposite Way fue presentada el 22 de junio de 2008, en televisión, en un episodio del show Army Wives.
Opposite Way, fue nominado para un Premio Grammy en el 2009, en la categoría a la "Mejor canción de Pop / Contemporáneo Gospel Album".

### Love Is on the Move
El tercer álbum lanzado por Leeland titulado "Love Is on the Move", fue lanzado el 25 de agosto de 2009 en los Estados Unidos. Este álbum, solamente contiene una canción, que fue producida por Leeland Mooring y Brandon Heath llamada "Follow you" y puesta en la radio el 7 de agosto. Posteriormente, en septiembre, la banda lanzó su gira titulada "Follow You Tour" con Brandon Heath y Francesca Battistelli con un acto de apertura. 

### The Great Awakening
"The Great Awakening" producido por Paul Moak, es el álbum más reciente de la banda. Fue puesto al aire el 20 de septiembre de 2011 en Essential Records. Descrita por los miembros de la banda como "una experiencia de adoración" la canción titulada The Great Awakening fue colocada como la pista número #11 de dicho álbum.
Cada una de las canciones de The Great Awakening, se encuentran inspiradas en "Históricos padres de la Fe".
Leeland ha viajado mucho y ayudado a muchas personas, sus miembros estuvieron en Perú apoyando a la Organización Food For The Hungry, que también inspiró y ayudó en la consolidación del álbum The Great Awakening. El 29 de julio de 2011, la banda se presenta en la AC RADIO, para promocionar el disco. Actualmente, Leeland se ha dedicado a hacer giras, llevando la palabra de Dios por varios países del mundo, viajando a varios continentes.
Para este tiempo, el primo de los hermanos Mooring y miembro de Leeland, Jake Holtz, dejó la banda para servir en el ejército de EE. UU.

### Christ Be All Around Me
Christ Be All Around Me es la última producción de Leeland lanzada en el 2014. Actualmente, la banda cristiana estadounidense se encuentra de gira en diferentes iglesias de Estados Unidos y alrededor del mundo promocionando y dando a conocer su nuevo álbum.

## Estilo
El estilo musical de Leeland ha sido definido como Rock progresivo y sus canciones como un estilo melódico. Su primer álbum Sound Of Melodies fue descrito como un álbum melódico, por el estilo de música que llevan sus canciones. En el segundo álbum, Opposite way, la melodía cambió un poco, orientándose más al rock. Y ya para el tercer álbum ,"Love Is on the Move", la revista juvenil cristiana StreetBrand, dijo que el álbum muestra "lo mucho que han madurado musicalmente como grupo, de manera creativa como compositores y espiritualmente, como una banda con una predilección por el culto agradable a Dios".

## Integrantes
- Leeland Dayton Mooring - voz, guitarra
- Casey Moore - Guitarra
- Jack Anthony Mooring - coros, teclados
- Shelly Mooring - bajo
- Mike Smith - batería

### Antiguos integrantes
- Jake Holtz - Bajo (2000-2011)
- Matt Campbell - Guitarra (2006-2009)
- Jeremiah Wood - Guitarra (2002-2006)
- Austin Tirado - Guitarra (2006-2007)

## Discografía

### Álbumes
Álbumes de estudio
| Año                                                      | Álbum               | Máxima posición en listas  | Máxima posición en listas | Máxima posición en listas    | Máxima posición en listas    | Máxima posición en listas | Máxima posición en listas    | Máxima posición en listas | Máxima posición en listas |
| Año                                                      | Álbum               | Billboard Christian Albums | Billboard Rock Albums     | Billboard Heatseekers Albums | Billboard Alternative Albums | Billboard Digital Albums  | Billboard Independent Albums | Billboard 200             | NZ                        |
| -------------------------------------------------------- | ------------------- | -------------------------- | ------------------------- | ---------------------------- | ---------------------------- | ------------------------- | ---------------------------- | ------------------------- | ------------------------- |
| 2006                                                     | Sound of Melodies   | 14                         | —                         | 2                            | —                            | —                         | —                            | —                         | —                         |
| 2008                                                     | Opposite Way        | 4                          | 22                        | —                            | 20                           | 72                        | 9                            | 72                        | —                         |
| 2009                                                     | Love Is on the Move | 5                          | 31                        | —                            | 25                           | —                         | —                            | 84                        | 20                        |
| 2011                                                     | The Great Awakening | 11                         | 46                        | —                            | —                            | —                         | —                            | 164                       | —                         |
| "—" denota que el lanzamiento no logró entrar en listas. |                     |                            |                           |                              |                              |                           |                              |                           |                           |

Otros álbumes
- 2006: Sound of Melodies Edición Limitada de 5 canciones en formato Vinilo - (Essential Records)

### Sencillos
| 2006                                                     | «Sound of Melodies»   | —  | Sound of Melodies   |
| 2006                                                     | «Tears of the Saints» | —  | Sound of Melodies   |
| 2006                                                     | «Yes You Have»        | 24 | Sound of Melodies   |
| 2007                                                     | «Reaching»            | —  | Sound of Melodies   |
| 2007                                                     | «Count Me In»         | 25 | Opposite Way        |
| 2008                                                     | «Opposite Way»        | —  | Opposite Way        |
| 2009                                                     | «Follow You»          | 18 | Love Is on the Move |
| 2010                                                     | «New Creation»        | 36 | Love Is on the Move |
| 2011                                                     | «The Great Awakening» | —  | The Great Awakening |
| 2011                                                     | «I Wonder»            | —  | The Great Awakening |
| "—" denota que el lanzamiento no logró entrar en listas. |                       |    |                     |

### Apariciones en compilaciones
- 2006: WOW Hits 2007 - «Sound of Melodies» (EMI)
- 2007: X2008 – «Reaching» (BEC Recordings)
- 2007: WOW Hits 2008 - «Tears of the Saints» (EMI)
- 2008: WOW Hits 2009 - «Count Me In» (EMI)
- 2009: Fireproof - «Brighter Days» (Reunion Records)

## Premios y nominaciones
| Año  | Premio                     | Categoría                                     | Trabajo nominado                              | Resultado  |
| ---- | -------------------------- | --------------------------------------------- | --------------------------------------------- | ---------- |
| 2007 | Premios Grammy             | Mejor álbum góspel pop/contemporáneo          | Sound of Melodies                             | Nominados  |
| 2009 | Premios Grammy             | Mejor álbum góspel pop/contemporáneo          | Opposite Way                                  | Nominados  |
| 2010 | Premios Grammy             | Mejor álbum góspel pop/contemporáneo          | Love Is on the Move                           | Nominados  |
| 2012 | Premios Grammy             | Mejor álbum de música cristiana contemporánea | The Great Awakening                           | Nominados  |
| 2007 | GMA Dove Awards            | Artista nuevo del año                         | Leeland                                       | Nominados  |
| 2007 | GMA Dove Awards            | Canción rock/contemporánea del año            | «Sound of Melodies»                           | Nominados  |
| 2007 | GMA Dove Awards            | Álbum rock/contemporáneo del año              | Sound of Melodies                             | Nominados  |
| 2007 | GMA Dove Awards            | Canción de adoración del año                  | «Yes You Have»                                | Nominados  |
| 2007 | GMA Dove Awards            | Álbum de alabanza y adoración del año         | Sound of Melodies                             | Nominados  |
| 2008 | GMA Dove Awards            | Canción del año                               | «Tears of the Saints»                         | Nominados  |
| 2008 | GMA Dove Awards            | Canción pop/contemporánea del año             | «Tears of the Saints»                         | Nominados  |
| 2009 | GMA Dove Awards            | Álbum de alabanza y adoración del año         | Opposite Way                                  | Nominados  |
| 2010 | GMA Dove Awards            | Álbum de evento especial del año              | Fireproof: Original Motion Picture Soundtrack | Nominados* |
| 2010 | BMI Christian Music Awards | Una de las canciones más sonadas de la radio  | «Follow You»                                  | Ganadores  |
| 2012 | Premios AMCL               | Canción góspel/contemporánea del año          | «The Great Awakening»                         | Nominados  |

* Junto a otros artistas.